# Luvissolo
Luvissolo é um ordem de solo caracterizada por horizonte subsuperficial B textural constituído por argilas de atividade alta e eutrófico, abaixo de um horizonte A (exceto A chernozêmico) ou abaixo de horizonte E. 

## Pedogênese
Sua pedogênese ocorre através do fenômeno de bissialitização concomitante à formação de óxidos de ferro e à translocação da argila do horizonte superficial para o horizonte mais profundo. São desenvolvidos a partir de rochas ricas em minerais ferro-magnesianos (biotita e anfibólios) do Pré-Cambriano. Menos frequentemente, são derivados de filitos, folhelhos e/ou siltitos. Sendo assim, as rochas básicas são os principais litotipos que dão origem aos Luvissolos em ambiente cristalino.

## Extensão
Os solos dessa classe ocupam cerca de 225,6 mil km2 no território brasileiro, e 47 % desse total concentra-se nas áreas semi-áridas do Nordeste. Nesse ambiente, tais solos ocorrem comumente associados com Neossolos Litólicos e Planossolos, sendo muitas vezes difícil a individualização destes para fins de mapeamento, mesmo em levantamentos detalhados.
Esse grupamento de solos se estende por 500-600 milhões de hectare no mundo inteiro, mormente nas regiões temperadas, como na planície do leste europeu e em partes da planície da Sibéria ocidental, do nordeste dos Estados Unidos e da Europa Central, mas também na região Mediterrânea e no sul da Austrália. Nas regiões subtropicais e tropicais, os Luvissolos ocorrem principalmente em superfícies jovens . 

## Correspondência
A maioria dos Luvissolos são conhecidos em outros países como Luvisols (WRB), alguns como Alfisols/Aridisols (Soil Taxonomy), Soils Lessivé (França), Chromosols (Austrália) e Gray Brown Podzolic (antiga classificação dos EUA).
Possuem uma maior expressividade em regiões como o semiárido nordestino (antigos Bruno Não-Cálcicos), Região Sul (antigos Podzólicos Bruno Acinzentados eutróficos) e mesmo na região Amazônica, Estado do Acre (antigos Podzólicos Vermelho-Amarelos e Vermelho-Escuros eutróficos com argila de atividade alta).

## Subordens
- Luvissolo Crômico

Solos com caráter crômico na maior parte dos primeiros 100 cm do horizonte B (inclusive BA).
- Luvissolo Háplico

Outros solos que não se enquadram na classe anterior.

## Galeria

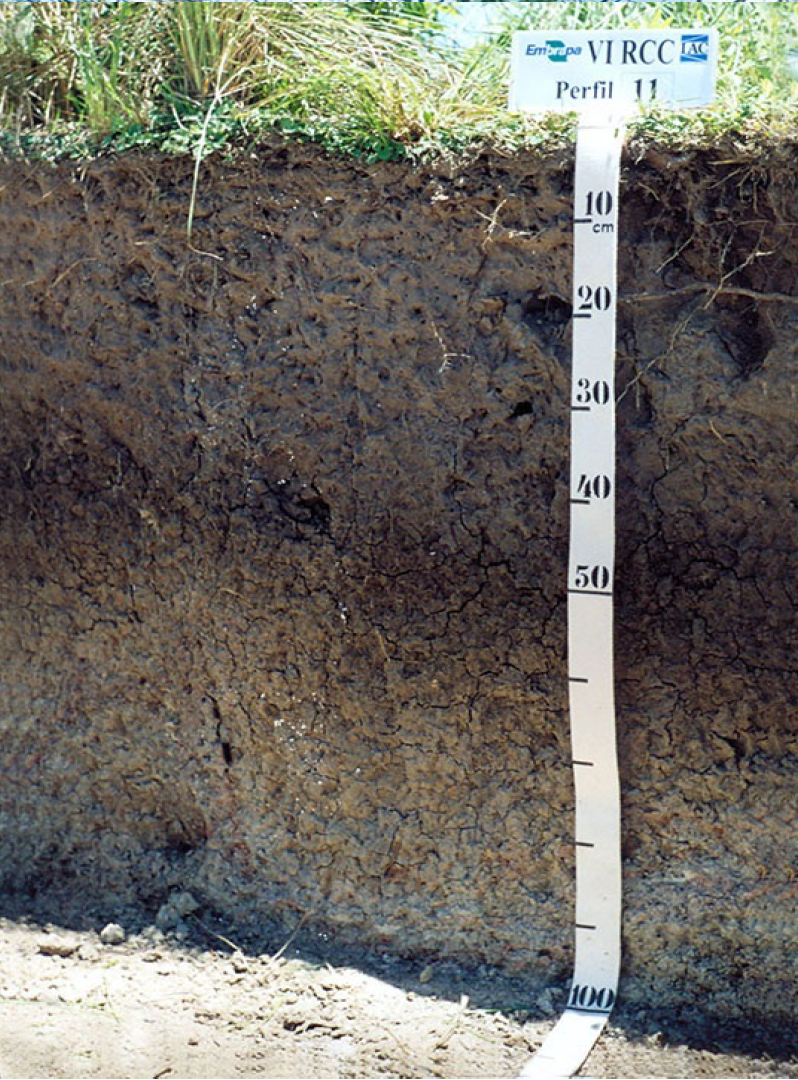
Luvissolo Háplico (SIBCS, 2018)
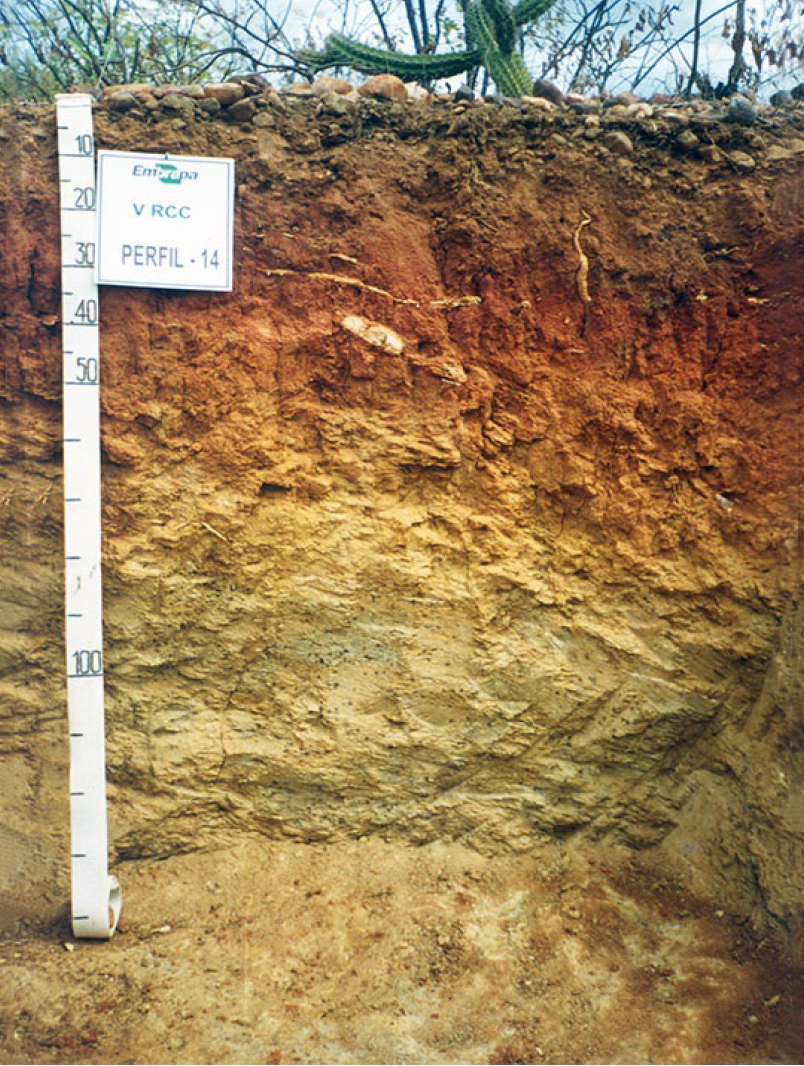
Luvissolo Crômico (SIBCS, 2018)